# جان روزنگرانت
جان روزنگرانت (انگلیسی: John Rosengrant؛ زادهٔ ۱ ژانویهٔ ۲۰۰۰) چهره‌پرداز اهل ایالات متحده آمریکا است. وی همچنین برندهٔ جوایزی همچون جوایز امی ساعات پربیننده شده‌است.